# Pikarec
Pikarec är en ort i Tjeckien.   Den ligger i regionen Vysočina, i den centrala delen av landet, 140 km sydost om huvudstaden Prag. Pikarec ligger 544 meter över havet och antalet invånare är 306.
Terrängen runt Pikarec är platt, och sluttar österut. Runt Pikarec är det ganska glesbefolkat, med 43 invånare per kvadratkilometer. Närmaste större samhälle är Žďár nad Sázavou, 19,6 km nordväst om Pikarec. Trakten runt Pikarec består till största delen av jordbruksmark.